# Notoreas galaxias
Notoreas galaxias är en fjärilsart som beskrevs av Hudson 1928. Notoreas galaxias ingår i släktet Notoreas och familjen mätare. Inga underarter finns listade i Catalogue of Life.